# Конфедерация свободы и независимости
Конфедерация свободы и независимости (пол. Konfederacja Wolność i Niepodległość), сокращённо Конфедерация — коалиция ряда польских правых и местами ультраправых политических партий. С июля 2019 года зарегистрирована как федеративная политическая партия.

## История

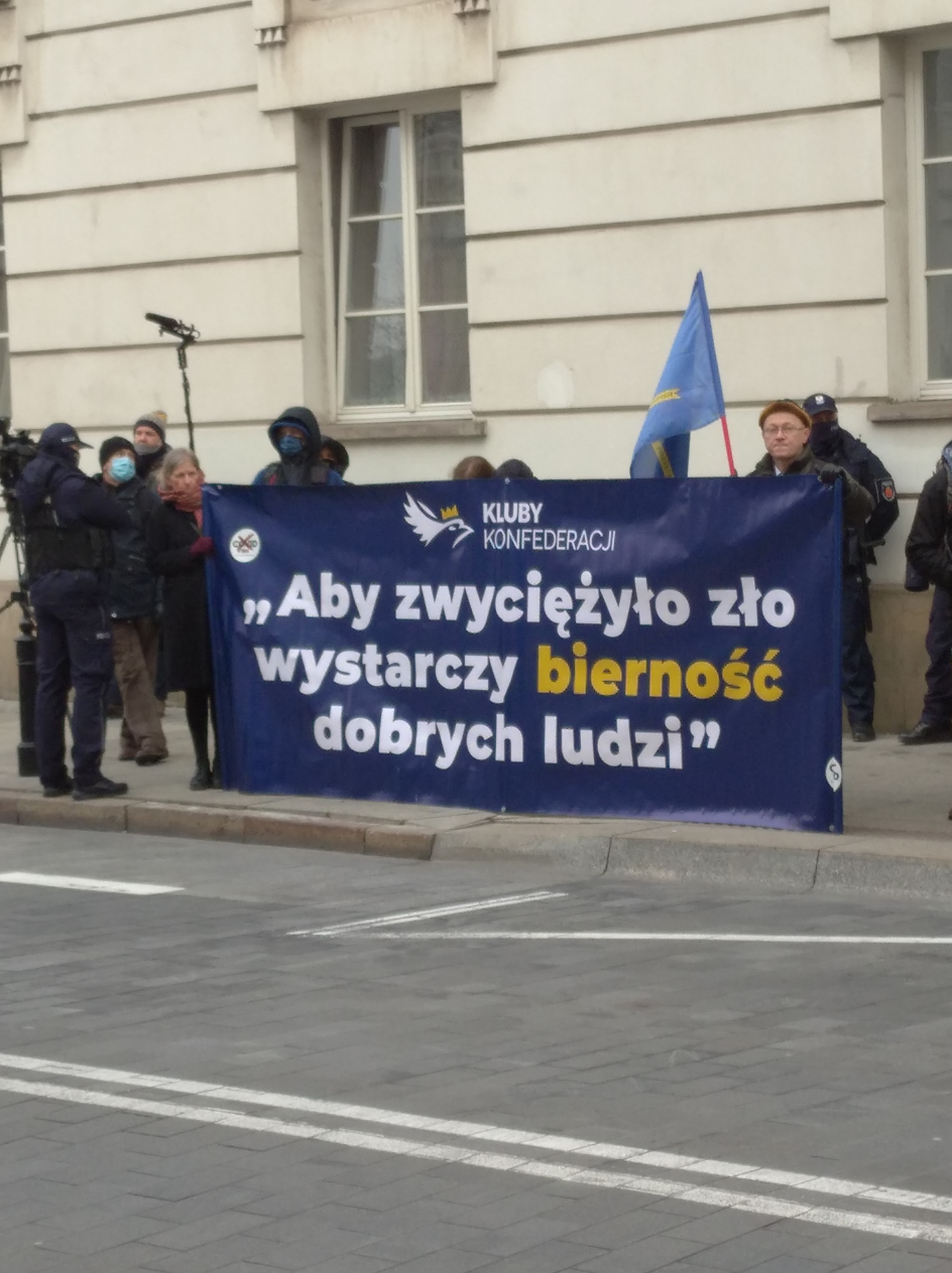
«Чтобы зло победило, достаточно пассивности добрых людей» — Знамя Конфедерации во время манифестации в декабре 2020 года

6 декабря 2018 года решение о совместном старте на европейских выборах приняли партии Корвин и Национальное движение. В январе 2019 года к коалиции присоединились организация Гжегожа Брауна Подъём и ассоциация, а затем и партия Петра Лироя-Мажеца «Эффективные» (причём Эффективные были в коалиции с Корвином на местных выборах в 2018 году и с ноября того же года сформировали коалицию в парламенте — Свобода и эффективные).
В феврале 2019 года коалиция начала использовать название Пропольская коалиция, однако, 27 февраля было объявлено официальное название Конфедерация Корвин Браун Лирой. В марте была подана заявка на регистрацию партии с таким названием.
6 марта к объединению присоединилась неформальная тогда группа Федерация для республики. 14 марта представители краевой среды (Владимир Осадчий, Андрей Запаловский и Люцина Кулинская), а также Ассоциация здравого смысла и Академия патриотов объявили об участие на выборах в Европарламент в составе Конфедерации. 22 марта Свобода и эффективные вместе с Робертом Винницким и Мареком Якубяком была переименована в парламентское объединение Конфедерация, а его председателем стал Яцек Вильк (заменив Петра Лироя-Мажеца).
6 апреля 2019 года состоялась конвенция о выборах Конфедерации, на которой был представлен окончательный состав избирательных списков в европейский парламент. Специальным гостем съезда стал общественный деятель Мария Мирецкая-Лорис.
Комитет зарегистрировал избирательные списки во всех округах, на них оказались оба бывших европарламентария партии Корвин — Роберт Ивашкевич и Добромир Соснеж.
25 апреля на пресс-конференции депутаты Конфедерации объявили, что новым председателем станет Марек Якубяк, заменив Яцека Вилька.
1 мая 2019 года в 15 годовщину вступления Польши в Европейский союз Конфедерация вместе с Маршем независимости и Всепольской молодежью организовали в Варшаве Евроскептический марш суверенитета. 11 мая 2019 года представители Конфедерации приняли участие в организованном Маршем независимости акции протеста Стоп 447 под эгидой канцелярии премьер-министра и посольства США против американского закона JUST, который даёт американскому государственному департаменту США возможность оказывать поддержку неправительственным организациям жертв холокоста в претензиях на имущество без наследников.
На выборах в Европейский парламент 26 мая 2019 года Конфедерация получила 4,55 % (4-е место), что не позволило ей достичь избирательного порога.
7 июня было объявлено о слиянии Эффективных и Федерации для республики в партию под названием Федерация Якубяк-Лирой. 17 дней спустя оба формирования покинули Конфедерацию, их лидеры в конце концов также покинули парламентское объединение (создание партии Федерация Якубяк-Лирой в конечном итоге не удалось). В результате раскола 28 июня новым председателем депутатского объединения стал Якуб Кулеша из Корвина. В то же время активисты коалиции объявили о своём участии в осенних парламентских выборах. В тот же день Гжегож Браун, оставаясь со своей группой в Конфедерации, подал заявку на регистрацию Конфедерации польской короны (зарегистрирована 24 января 2020 года).
25 июля 2019 коалиция была зарегистрирована судом как политическая партия. 9 августа Конфедерацию покинула Кая Годек вместе с фондом Жизнь и семья. 12 августа к Конфедерации присоединился Павел Скутецкий, который несколькими днями ранее покинул Кукиз’15 (после заключения коалиции этим движением с Польской крестьянской партией). На следующий день сообщалось об участии на выборах по спискам Конфедерации партии Союз христианских семей (во главе с бывшим членом европарламента Богуславом Рогальским, не вошедшим в состав федеративной партии). Через неделю Конфедерацию покинула группа политиков, которые ушли из Корвина, связав себя с Эффективными. В начале сентября было объявлено о присоединении к Конфедерации сельскохозяйственных сообществ, представителями которых в списках были, в частности, Войцех Мойзесович и Кшиштоф Толвинский. Также было заключено соглашение с антипрививочной ассоциацией STOP NOP, чьи кандидаты (включая депутата Павла Скутецкого) также были включены в списки избирателей.
На выборах комитет Конфедерации стал одним из пяти общенациональных комитетов. Через день комитет объявил кандидатов в отдельных округах. Помимо ранее объявленных кругов, в списки Конфедерации также вошли лидеры Национальной лиги, а также несколько членов Лиги польских семей, Свободы и солидарности и Конгресса новых правых. 21 сентября состоялась программная конвенция Конфедерации, на которой были объявлены её требования. На выборах, состоявшихся 13 октября, партия набрала 6,81 % голосов и предоставила в сейм 11 депутатов (пять представителей Корвина и Национального движения и один из Конфедерации польской короны). В сенате партия не получила мест. Конфедерация восстановила объединённую парламентскую группу под председательством Якуба Кулешы.

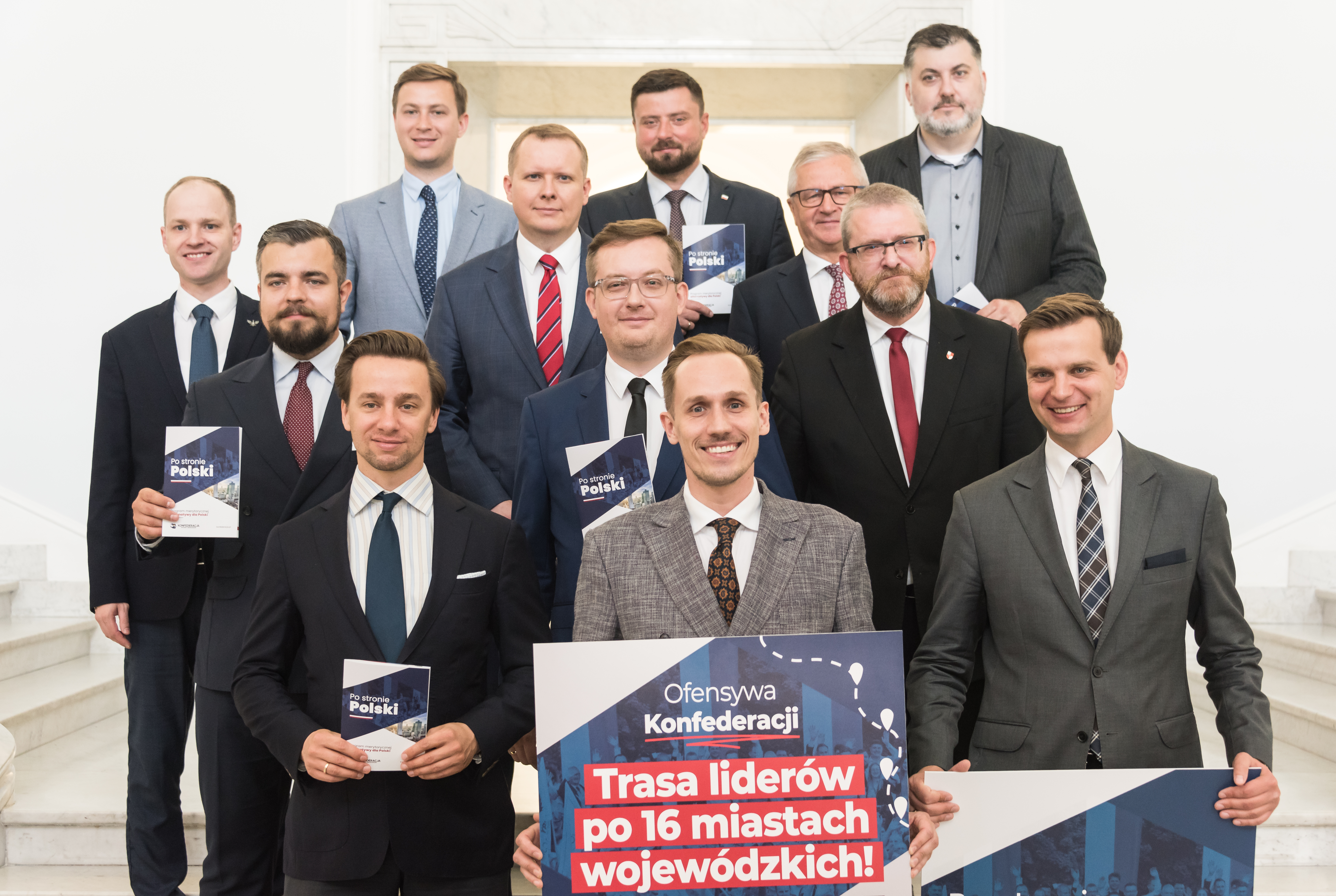
Депутаты Сейма от «Конфедерации»

18 ноября 2019 года Конфедерация представила 9 кандидатов для участия в президентских праймериз, организованных партией. Среди них были: Кшиштоф Босак, Гжегож Браун, Павел Скутецкий, Кшиштоф Толвинский, Магдалена Зентек-Веломская и члены Корвина: Конрад Беркович, Артур Дзямбор, Януш Корвин-Микке и Яцек Вильк. 18 января 2020 года на съезде избирателей, завершившем праймериз, Кшиштоф Босак был избран кандидатом Конфедерации, победив Гжегожа Брауна в последнем голосовании. Кандидатура Кшиштофа была зарегистрирована Национальной избирательной комиссией. На июньских выборах он получил 6,78 % голосов, заняв 4-е место. Перед вторым туром совет лидеров Конфедерации не поддержал ни одного из кандидатов. Этого не сделали и отдельные входящие в состав партии, однако, лидеры Аграрно-потребительской конфедерации высказались за кандидатуру Рафала Тшасковского из Гражданской платформы.
8 марта 2022 года трое членов партии Корвин вышли из её состава и ими была создана собственная партия — «Либертарианцы».
10 февраля 2023 года лидер «Либертарианцев» Артур Дзямбор был исключен из «Конфедерации». Три дня спустя депутаты Сейма от «Либертарианцев» вышли из фракции «Конфедерации» и создали собственную парламентскую фракцию.
14 февраля 2023 сопредседателями Совета лидеров «Конфедерации» были избраны Славомир Ментцен («Новая надежда») и Кшиштоф Босак («Национальное движение»).
31 марта 2023 к Конфедерации присоединилось «Движение за настоящую Европу» Мирослава Пётровского.
13 ноября 2023 руководитель фракции Кшиштоф Босак стал вице-маршалом Сейма Республики Польши.

## Программа

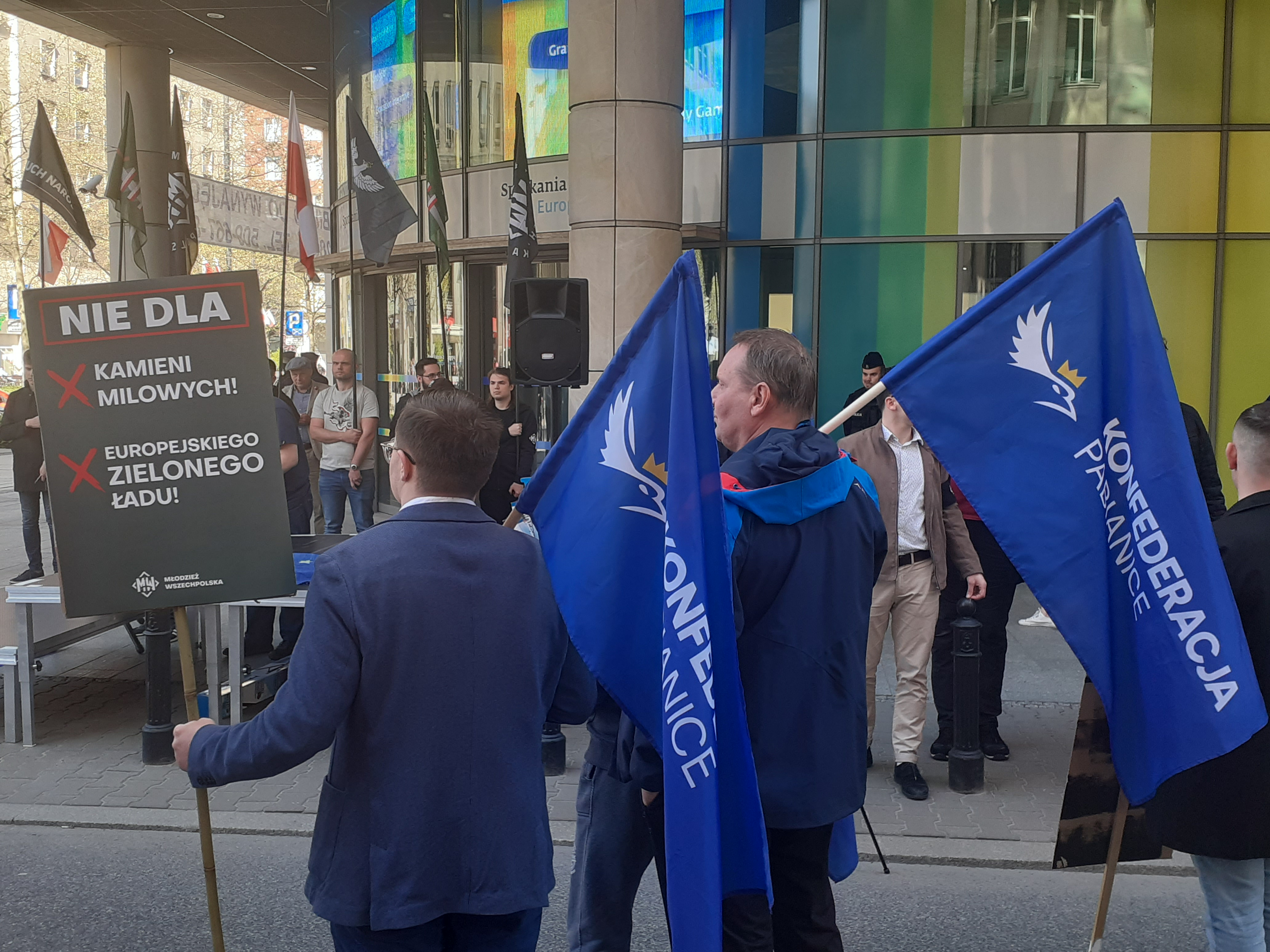
Активисты «Конфедерации» на протесте против политики Евросоюза

Группы, входящие в состав Конфедерации, представляют взгляды, принадлежащие к различным правым течениям (главным образом, национал-консерватизму и палеолибертарианству). Связующим звеном коалиции являются евроскептические постулаты. Они выступают за демонтаж ЕС, одновременно желая оставить Шенгенскую зону и ЕЭЗ.
Во время съезда 21 сентября 2019 года в Варшаве Конфедерация свободы и независимости представила предвыборную программу. Основными пунктами являются:
- 1000+ — универсальные налоговые льготы: снижение подоходного налога с физических лиц до 0 %, добровольность взносов в Институт социального страхования и отмена акциза на бензин
- Быстрые и справедливые суды — создание вспомогательного аппарата в судах, их оцифровка и упрощение процедур
- Образовательный и культурный ваучер — предоставление родителям права самостоятельно принимать решения в отношении образовательного контента передаваемого детям; повышение качества образования посредством капитализации; расширение культурного досуга и облегчение доступа к нему
- Национальная безопасность — сильная польская армия должна быть гарантом государственной безопасности, а не «слепые» союзы
- Здоровая жизнь — сохранение лесов, обеспечение здорового питания и запрет абортов

Дополнительными пунктами являются:
- Противодействие закону JUST[53]
- Установление нейтралитета в вооруженных конфликтах на Ближнем Востоке и прекращение участия польских солдат[54]
- Защита детей и молодежи от «гей-пропаганды»
- Поддержание национальной валюты — злотого
- Ликвидация подоходного налога[55]
- Введение смертной казни за чрезвычайные преступления[56]
- Либерализация положений, касающихся санкционирования огнестрельного оружия[57]
- Ограничение иммиграции из неевропейских стран
- Децентрализация и дебюрократизация государства[58]
- Защита от нежеланного зачатия
- Введение электронного голосования[59]
- Уравнивание сельскохозяйственных субсидий до уровня остальных стран ЕС

Перед парламентскими выборами в 2019 году были представлены так называемые «100 законов Ментцена», подготовленные одним из лидеров Конфедерации Корвина Славомиром Ментзеном.

## Состав
| Организация | Организация                  | Идеология                                          | Лидер               | Мест в Сейме | Мест в Сенате | Мест в Европейском парламенте |
| ----------- | ---------------------------- | -------------------------------------------------- | ------------------- | ------------ | ------------- | ----------------------------- |
|             | Новая надежда                | либертарианский консерватизм, палеолибертарианство | Славомир Ментцен    | 8 из 460     | 0 из 100      | 3 из 53                       |
|             | Национальное движение        | радикальный национализм, национал-демократия       | Кшиштоф Босак       | 7 из 460     | 0 из 100      | 2 из 53                       |
|             | Движение за настоящую Европу | политический католицизм, национал-консерватизм     | Мирослав Пётровский | 0 из 460     | 0 из 100      | 0 из 705                      |

## Электоральная история

### Парламентские выборы
| Выборы | Лидер                          | Голосов   | %    | Мест в Сейме | Мест в Сенате | Статус    |
| ------ | ------------------------------ | --------- | ---- | ------------ | ------------- | --------- |
| 2019   | Януш Корвин-Микке              | 1 256 953 | 6,81 | 11 из 460    | 0 из 100      | Оппозиция |
| 2023   | Славомир Ментцен Кшиштоф Босак | 1 547 364 | 7,16 | 18 из 460    | 0 из 100      | Оппозиция |

### Европейские выборы
| Выборы | Лидер                   | Голосов   | %     | Мест    |
| ------ | ----------------------- | --------- | ----- | ------- |
| 2019   | Кшиштоф Босак           | 621 188   | 4,55  | 0 из 52 |
| 2024   | Ева Заёнчковская-Херник | 1 420 287 | 12,08 | 6 из 53 |

### Местные выборы
| Выборы | Лидер                          | Голосов   | %    | Мест в Воеводских сеймиках |
| ------ | ------------------------------ | --------- | ---- | -------------------------- |
| 2024   | Славомир Ментцен Кшиштоф Босак | 1 042 328 | 7,23 | 6 из 552                   |

### Президентские выборы
| Выборы | Кандидат         | 1-й тур   | 1-й тур | 2-й тур | 2-й тур | Результат |
| Выборы | Кандидат         | Голосов   | %       | Голосов | %       | Результат |
| ------ | ---------------- | --------- | ------- | ------- | ------- | --------- |
| 2020   | Кшиштоф Босак    | 1 317 380 | 6,78    |         |         | Поражение |
| 2025   | Славомир Ментцен | 2 902 448 | 14,81   |         |         | Поражение |